# Новостная лента

Общая иконка новостной ленты

Новостная лента — информация, сформированная в специальном формате, используемая для доставки пользователям часто обновляемой информации. Пользователь может подписаться на неё, тогда его новостная программа через определённые промежутки будет её обновлять. Новостные ленты предоставляются многими новостными сайтами и блогами.
Лента состоит из некоторого ограниченного числа статей, а также метаданных: автора ленты, домашней страницы, времени обновления и так далее. При появлении новых данных они добавляются в ленту, вытесняя при этом старые статьи. В ленте может быть от 10-20 до нескольких сотен статей.
Новостные ленты автоматически собираются новостными агрегаторами, которые могут быть либо веб-приложениями, либо программой, установленной на компьютер конечного пользователя.
Типичный сценарий использования новостной ленты таков: создатель контента публикует ссылку на ленту на своём сайте, которую конечный пользователь может добавить в свой агрегатор (также известный как клиент для чтения лент новостей), который работает на его компьютере. Через заданные пользователем интервалы, либо по требованию агрегатор скачивает новые версии лент новостей и, если в них появились новые записи, каким-либо способом уведомляет пользователя.
При помощи лент новостей может доставляться обычный HTML-контент (веб-страницы), ссылки либо другие типы цифровых данных. Например, в статьях в ленте, посвящённой какому-нибудь сериалу или подкасту может присутствовать особым образом сформированная ссылка, при обнаружении которой поддерживающие эту технологию агрегаторы скачают соответствующий файл. Таким образом реализуется периодическая доставка цифровых медиафайлов, также известная как подкастинг.

## Основные форматы новостных лент
- RSS
- Atom
- JSON Feed